# Nejistota měření
Nejistota měření je označení pro parametr, který souvisí s výsledkem měření a charakterizuje rozsah hodnot, které je možné racionálně přiřadit k měřené veličině. Tato metoda nahrazuje dříve používanou metodu udávání chyb měření.

## Historie
V osmdesátých letech dvacátého století byl předložen návrh k náhradě koncepce chyb měření koncepcí nejistot měření. V roce 1990 byl vydán Západoevropským kalibračním sdružením (WECC) dokument, který sloužil k jednotnému vyjádření nejistot měření. Vrcholovým dokumentem se stala směrnice GUM ("Guide to the expression of uncertainty in measurement"), která byla vydána v roce 1993.

## Zdroje nejistot
Nejčastějšími zdroji nejistot, které nějakým způsobem způsobují neurčitost stanovení výsledku měření, vzdalují naměřenou hodnotu od hodnoty skutečné, jsou:
- nedokonalá či neúplná definice měřené veličiny
- omezená přesnost měřicích přístrojů, etalonů a referenčních materiálů
- vlastnosti postupu výběru vzorků
- vlastnosti postupu samotného měření
- zaokrouhlování
- linearizace, aproximace, interpolace a extrapolace
- neznámé nebo nekompenzované vlivy prostředí
- nedodržení shodných podmínek při opakovaných měřeních
- subjektivní vlivy obsluhy

## Typy nejistot
Výsledná nejistota se skládá z několika dílčích nejistot. Z nejobecnějšího hlediska se rozdělují do dvou složek.
- Typ A - statistické zpracování opakovaně naměřených údajů za stejných podmínek měření (tlak, teplota, vlhkost)
- Typ B - nejistota způsobená známými nebo odhadnutelnými příčinami - nedokonalostí měřicích přístrojů, vlivem operátora, vlivem použitých metod měření.

Z těchto dvou nejistot se dále určuje kombinovaná nejistota podle vztahu:
{\displaystyle \ u_{C}={\sqrt {u_{A}^{2}+u_{B}^{2}}}}

### Vyhodnocování nejistot typu A
Vychází ze statistické analýzy opakované série měření. Odhad výsledné hodnoty pro počet měření n (n > 1) je vyjadřován aritmetickým průměrem:
{\displaystyle {\bar {x}}={\frac {1}{n}}\sum _{i=1}^{n}x_{i}}
Nejistota tohoto odhadu se určí jako výběrová směrodatná odchylka aritmetického průměru této hodnoty podle vztahu:
{\displaystyle u_{Ax}={\sqrt {{\frac {1}{n\cdot (n-1)}}\sum _{i=1}^{n}(x_{i}-{\bar {x}})^{2}}}}
V případech, kdy není možné měření provádět opakovaně, se používají jiné procedury. Příkladem může být měření lidských vlastností psychologickým testem, kde je určení chyby měření odvozené například z odhadu reliability testu.

### Vyhodnocování nejistot typu B
Je založeno na jiných než statistických přístupech. Nejistota typu B se odhaduje na základě všech dostupných informací. Například údaje výrobce měřicí techniky, zkušenosti z předchozích sérií měření, z poznatků o chování materiálů, údaje získané při kalibraci a třeba nejistoty referenčních údajů v příručkách. Vychází se z dílčích nejistot jednotlivých zdrojů. Je-li známá maximální odchylka j-tého zdroje, pak se nejistota j-tého zdroje určí podle vztahu:
{\displaystyle u_{Bzj}={\frac {z_{jmax}}{k}}}
Hodnota k je součinitel vycházející ze zákona rozdělení. Výsledná nejistota se pro m zdrojů určí následovně:
{\displaystyle u_{Bx}={\sqrt {\sum _{j=1}^{m}A_{j}^{2}u_{Bzj}^{2}}}}
A je součinitel citlivosti jednotlivých zdrojů.